# Colorado and Southern Railway

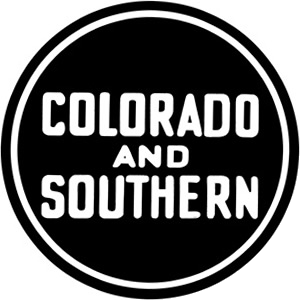
Logo

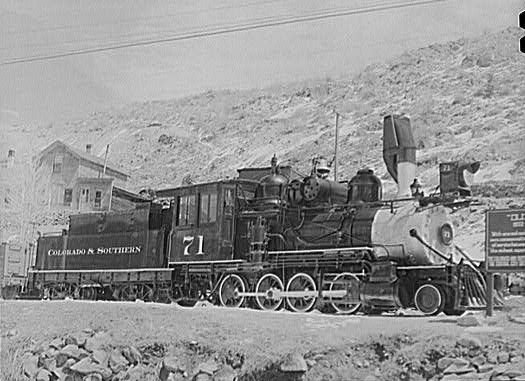
Colorado & Southern Railway, Central City

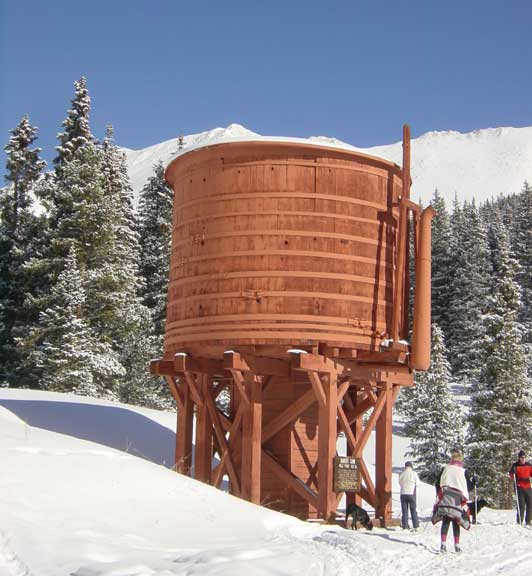
Baker-Wassertank am Boreas Pass auf der Strecke nach Leadville

Die Colorado and Southern Railway (C&S) war eine Eisenbahngesellschaft in den Vereinigten Staaten. Die Gesellschaft mit Sitz in Denver betrieb Bahnstrecken in Wyoming, Colorado und Texas.

## Geschichte und Linienführung
Die Colorado and Southern Railway entstand am 20. Dezember 1898 durch die Übernahme der Bahnstrecken der seit 1893 unter Konkursverwaltung stehenden Union-Pacific-Railroad-Tochtergesellschaften Denver, Leadville and Gunnison Railway und der Union Pacific, Denver and Gulf Railway. Die Bahnstrecke von Julesburg nach La Salle kam zur Union Pacific. Das Streckennetz reichte von Wendover im Norden über Denver, Pueblo nach Dalhart sowie von Denver in die Rocky Mountains nach Georgetown und nach Leadville. Außerdem besaß die neugegründete Gesellschaft die Mehrheit der Anteile an der Fort Worth and Denver City Railway (FW&DC) mit einer Bahnstrecke von Dalhart bis Dallas.
Die Gesellschaft beabsichtigte eine Bahnstrecke nach Cripple Creek zu errichten, um am Bergbauboom teilzuhaben. Zu diesem Zweck erwarb die C&S 1900 gemeinsam mit der Denver and Rio Grande Western Railroad die Colorado Midland Railway. 1905 übernahm sie die Kontrolle über die Colorado Springs and Cripple Creek District Railway (CS&CCD). Nachdem die Bergbautätigkeit nachließ wurde die Anteile an der Colorado Midland verkauft und die CS&CCD 1922 stillgelegt.
Zur selben Zeit wurde die Tochtergesellschaft Denver and Interurban Railroad gegründet. Diese errichtete eine Interurban-Bahnstrecke zwischen Denver und Boulder sowie ein Straßenbahnsystem in Fort Collins.
Die C&S erwarb 1905 die Kontrolle der Trinity and Brazos Valley Railway und hatte damit Zugang zum Hafen von Galveston. Die von der Great Northern Railway und der Northern Pacific Railway kontrollierte Chicago, Burlington and Quincy Railroad sah die C&S als sinnvolle Ergänzung des eigenen Netzes. Am 21. Dezember 1908 erwarb die CB&Q 2/3 des Aktienbestandes. Die C&S mit ihrer Tochtergesellschaft FW&DC blieben weitgehend unabhängig.
In den folgenden Jahren wurden die meisten Strecken zu den Bergbaugebieten in den Rocky Mountains wegen mangelndem Transportaufkommen stillgelegt. Die Strecke zwischen Cheyenne und Fort Collins wurde 1911 wieder in Betrieb genommen. Gemeinsam mit der zwischen Pueblo und Walsenburg zusammen mit der Denver and Rio Grande Western Railroad betriebenen zweispurigem Streckenabschnitt wurde eine durchgehende leistungsfähige Strecke zwischen dem Mittleren Westen und dem Golf von Mexiko geschaffen.
Bei der Fusion der Great Northern, der Northern Pacific und der Chicago, Burlington and Quincy 1970 zur Burlington Northern Railroad blieb die C&S eine eigenständige Tochtergesellschaft. 1981 besaß die BN über 92 % der Aktien der Colorado and Southern. Mit Wirkung zum 31. Dezember 1981 wurde die Gesellschaft auf die Burlington Northern verschmolzen.